# Phil Stein
Philip John „Phil“ Stein (* 13. September 1913 in Toronto, Ontario; † 4. April 1987 ebenda) war ein kanadischer Eishockeytorwart, der zwischen 1933 und 1942 bei mehreren IAHL-, AHL- und NHL-Teams spielte.

## Karriere
Stein spielte ab 1930 für die Toronto Marlboros in der Junior Ontario Hockey Association. Im Seniorenbereich spielte er in der Toronto Mercantile Hockey League für die Stockyard Packers und McColl-Frontenacs, aber auch in der OHA bei den Toronto Nationals.
1936 wechselte er zu den Syracuse Stars, mit denen er anfangs in der International Hockey League und ab 1938 in der International-American Hockey League auflief. Dort spielte er gemeinsam mit Gordie Drillon. Den Großteil der Saison 1939/40 verbrachte er bei den Providence Reds. Hier war auch Torhüter Mike Karakas, der ehemalige Gewinner der Calder Memorial Trophy, aktiv. Neben einigen Einsätzen bei den Omaha Knights in der American Hockey Association, bei denen er Johnny Mowers vertrat, liehen ihn die Providence Reds für ein Spiel an die Toronto Maple Leafs aus, bei denen er Turk Broda ersetzte. Es war sein einziges Spiel in der National Hockey League und es endete nach Overtime 2:2-Unentschieden.
Die folgenden beiden Spielzeiten verbrachte er bei den New Haven Eagles in der American Hockey League. Nach einem weiteren Jahr, bei dem er für die Toronto Research Colonels in der OHA und die Stafford Industries in der Toronto Mercantile Hockey League das Tor gehütet hatte, beendete er seine aktive Karriere.
Nachdem er sich aus dem aktiven Eishockeysport zurückgezogen, war er zwölf Jahre lang Sportdirektor und acht Jahre Manager tätig bei der Leaside Memorial Community Gardens und Verkaufsrepräsentant der Hiram Walker-Destillerie. Sein Leichnam wurde in seiner Heimatstadt auf dem Mount-Pleasant-Friedhof beigesetzt.